# Sävast AIF
Sävast AIF (SAIF) är en fotbollsförening i Sävast utanför Boden. Föreningen bildades 1977.
Sävast AIF:s hemmaplan är Tallvallen. Högsta resultat i seriesystemet var 2006, då man deltog i  division 2.